# Thysania agrippina

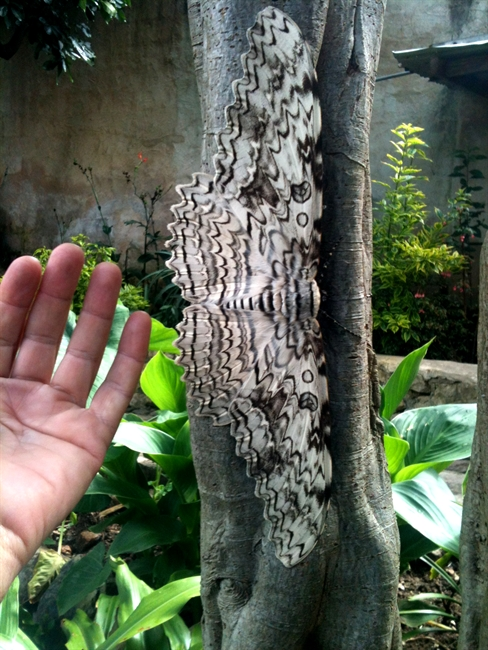
Größenvergleich

Thysania agrippina, zuweilen auch als Weiße Hexe bezeichnet, ist ein überwiegend in Mittel- und Südamerika vorkommender Schmetterling (Nachtfalter) aus der Familie der Eulenfalter (Noctuidae).

## Merkmale

### Falter
Mit einer Flügelspannweite von bis zu 310 Millimetern gelten die Falter von Thysania agrippina als Schmetterlinge mit der längsten gestreckten Spannweite. Bezüglich der Gesamtflügelfläche werden sie vom Atlasspinner (Attacus atlas) übertroffen. Die Grundfarbe der Flügeloberseiten von Thysania agrippina ist in der Regel cremig weiß. Auf der Oberfläche sämtlicher Flügel heben sich viele stark gewellte,  dunkelbraune Linien ab. Am Vorderrand sind zwei schwärzliche Flecke zu erkennen. Ring- und Nierenmakel sind klein und hell gekernt. Die Flügelunterseiten sind violett grau und weißlich marmoriert. Aufgrund der erheblichen Größe sind die Falter unverwechselbar.

### Raupe
Zum Aussehen der Raupe liegt zwar eine Illustration (kolorierter Kupferstich) aus Surinamensium, Bildtafel XX der Naturforscherin und Künstlerin Maria Sibylla Merian aus dem Jahr 1705 zur Metamorphose vor. Da das dort abgebildete Raupenexemplar jedoch ein Analhorn zeigt, dürfte es sich um die Raupe eines Schwärmers (Sphingidae) handeln.

## Vorkommen und Lebensraum
Die Art kommt in dichten Wäldern in Mittel- sowie im nördlichen Südamerika vor. Einzelfunde wurden auch aus dem Süden der USA gemeldet.

## Lebensweise
Obwohl es sich um eine sehr auffallende, große, eindrucksvolle und weit verbreitete Art handelt, wird sie aufgrund ihrer versteckten Lebensweise in undurchdringlichen Wäldern nur selten gefunden. Zuweilen erscheinen die Falter an künstlichen Lichtquellen. Details zur Lebensweise müssen noch erforscht werden.